# SGIP1
SGIP1‏ (SH3 domain GRB2 like endophilin interacting protein 1) هوَ بروتين يُشَفر بواسطة جين SGIP1 في الإنسان.